# 潯陽区
潯陽区（じんよう-く）は中華人民共和国江西省九江市に位置する市轄区。

## 行政区画
- 街道:甘棠街道、湓浦街道、白水湖街道、金鶏坡街道、人民路街道、浜興街道、向陽街道、八里湖街道

## 交通

### 道路

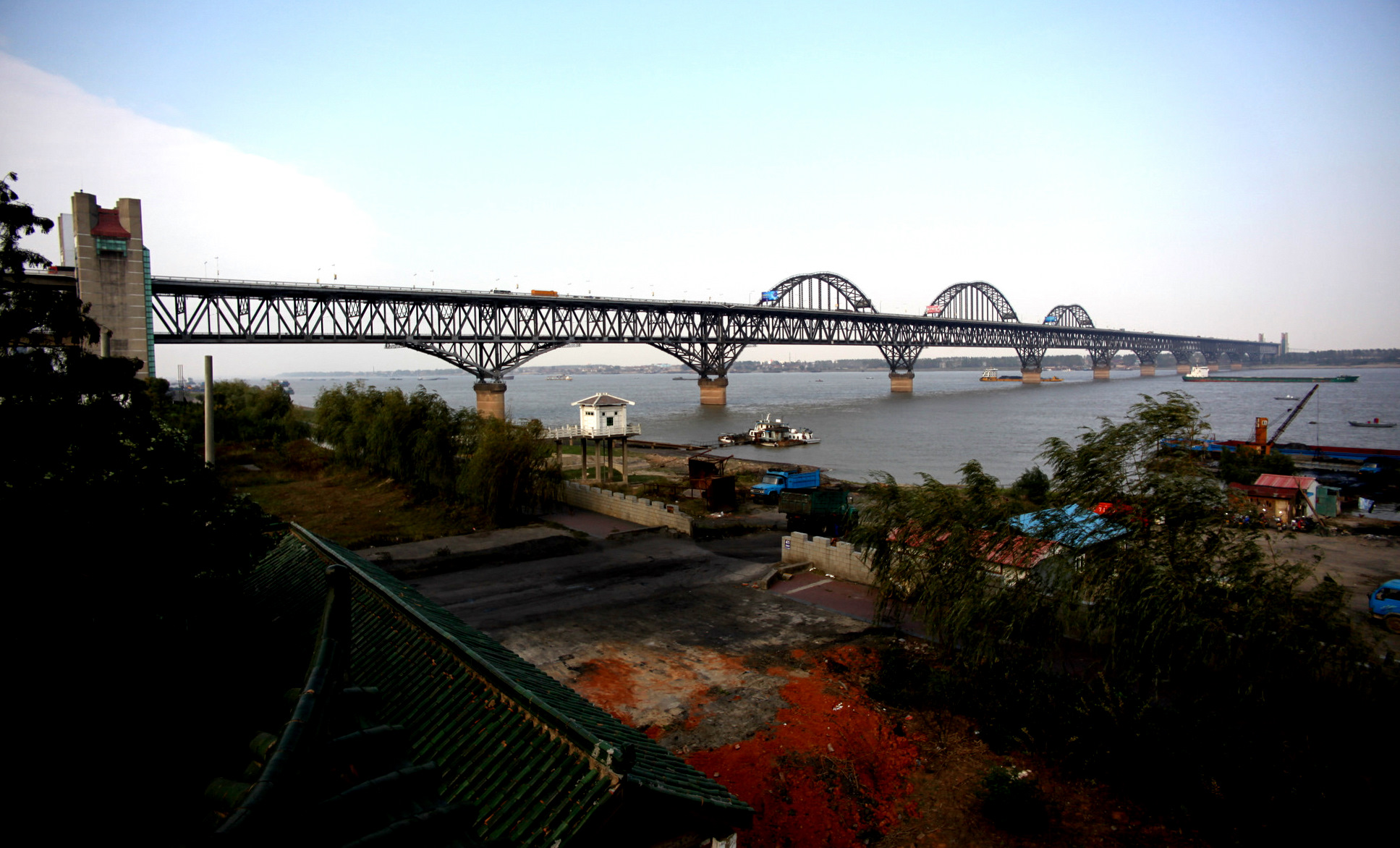
琵琶亭から九江長江大橋を望む。対岸は湖北省黄岡市黄梅県

- 高速道路
  - 杭瑞高速道路
- 国道
  - G105国道